# بوریاخواه‌ها
بوریاخواه‌ها (نام علمی: Thryophilus) نام یک سرده از تیره الیکایی است.

## گونه‌ها
- الیکایی نواری،  (Thryophilus pleurostictus) Sclater, 1860
- الیکایی حنایی‌وسفید،  (Thryophilus rufalbus) Lafresnaye, 1845
- الیکایی نایس‌فورو،  (Thryophilus nicefori) Meyer de Schauensee, 1946
- الیکایی سینالوآ،  (Thryophilus sinaloa) (Baird, 1864)
- الیکایی آنتیوکیا،  (Thryophilus sernai) Lara et al, 2012